# Argyroglottis turbinata
Argyroglottis turbinata là một loài thực vật có hoa trong họ Cúc. Loài này được Turcz. mô tả khoa học đầu tiên năm 1851.